# Асбест (селище)
Асбе́ст (рос. Асбест) — селище у складі Сисертського міського округу Свердловської області.
Населення — 351 особа (2010, 347 у 2002).
Національний склад населення станом на 2002 рік: росіяни — 87 %.